# Diskografie Anne-Marie
Toto je seznam doposud vydané diskografie anglické zpěvačky Anne-Marie.

## Studiová alba
| Název                                                                                   | Detaily o albu                                                   | Umístění v hitparádách | Umístění v hitparádách | Umístění v hitparádách | Umístění v hitparádách | Umístění v hitparádách | Umístění v hitparádách | Umístění v hitparádách | Umístění v hitparádách | Umístění v hitparádách | Umístění v hitparádách | Certifikace                                                         |
| Název                                                                                   | Detaily o albu                                                   | UK                     | AUS                    | AUT                    | GER                    | IRE                    | NLD                    | NZ                     | SCO                    | SWI                    | US                     | Certifikace                                                         |
| --------------------------------------------------------------------------------------- | ---------------------------------------------------------------- | ---------------------- | ---------------------- | ---------------------- | ---------------------- | ---------------------- | ---------------------- | ---------------------- | ---------------------- | ---------------------- | ---------------------- | ------------------------------------------------------------------- |
| Speak Your Mind                                                                         | - Vydáno: 27. dubna 2018 - Vydavatelství: Major Tom's, Asylum    | 3                      | 18                     | 14                     | 24                     | 4                      | 17                     | 31                     | 3                      | 10                     | 31                     | - BPI: Platinum - IFPI AUT: Gold - MC: 2× Platinum - RIAA: Platinum |
| Therapy                                                                                 | - Vydáno: 23. července 2021 - Vydavatelství: Major Tom's, Asylum | 2                      | 60                     | 15                     | 22                     | 4                      | 19                     | 36                     | 2                      | 36                     | —                      | - BPI: Gold                                                         |
| Unhealthy                                                                               | - Vydáno: 28. července 2023 - Vydavatelství: Major Tom's, Asylum | 2                      | —                      | —                      | —                      | 11                     | —                      | —                      | 1                      | —                      | —                      | - BPI: Silver                                                       |
| "—" značí, že se nahrávka neumístila v hitparádách nebo v tomto území ani nebyla vydána |                                                                  |                        |                        |                        |                        |                        |                        |                        |                        |                        |                        |                                                                     |

## Extended play
| Název  | Detaily o EP                                                     |
| ------ | ---------------------------------------------------------------- |
| Karate | - Vydáno: 10. července 2015 - Vydavatelství: Major Tom's, Asylum |

## Singly

### Jako hlavní umělkyně
| Název                                                                                   | Rok  | Umístění v hitparádách | Umístění v hitparádách | Umístění v hitparádách | Umístění v hitparádách | Umístění v hitparádách | Umístění v hitparádách | Umístění v hitparádách | Umístění v hitparádách | Umístění v hitparádách | Umístění v hitparádách | Certifikace | Album                            |
| Název                                                                                   | Rok  | UK                     | AUS                    | AUT                    | CAN                    | GER                    | IRE                    | ITA                    | SWE                    | SWI                    | US                     | Certifikace | Album                            |
| --------------------------------------------------------------------------------------- | ---- | ---------------------- | ---------------------- | ---------------------- | ---------------------- | ---------------------- | ---------------------- | ---------------------- | ---------------------- | ---------------------- | ---------------------- | --- | -------------------------------- |
| "Karate"                                                                                | 2015 | —                      | —                      | —                      | —                      | —                      | —                      | —                      | —                      | —                      | —                      | | Karate                           |
| "Gemini"                                                                                | 2015 | —                      | —                      | —                      | —                      | —                      | —                      | —                      | —                      | —                      | —                      | | Karate                           |
| "Boy"                                                                                   | 2015 | —                      | —                      | —                      | —                      | —                      | —                      | —                      | —                      | —                      | —                      | | Singly bez alb                   |
| "Do It Right"                                                                           | 2015 | 90                     | 22                     | —                      | —                      | —                      | —                      | —                      | —                      | —                      | —                      | - ARIA: Platinum | Singly bez alb                   |
| "Alarm"                                                                                 | 2016 | 16                     | 7                      | 26                     | 97                     | 27                     | 23                     | 36                     | 57                     | 62                     | —                      | - BPI: Platinum - ARIA 2× Platinum - BVMI: Gold - FIMI: Platinum - MC: Platinum - RIAA: Gold                                                         | Speak Your Mind                  |
| "Ciao Adios"                                                                            | 2017 | 9                      | 80                     | 65                     | —                      | 23                     | 13                     | —                      | —                      | 64                     | —                      | - BPI: 2× Platinum - ARIA: Platinum - BVMI: Platinum - FIMI: Gold - IFPI SWI: Gold - MC: Gold                                                        | Speak Your Mind                  |
| "Either Way" (se Snakehips feat. Joey Badass)                                           | 2017 | 47                     | 64                     | —                      | —                      | —                      | —                      | —                      | —                      | —                      | —                      | - BPI: Silver | Singl bez alb                    |
| "Heavy"                                                                                 | 2017 | 37                     | —                      | —                      | —                      | —                      | 51                     | —                      | —                      | —                      | —                      | - BPI: Silver | Speak Your Mind                  |
| "Then"                                                                                  | 2017 | 87                     | —                      | —                      | —                      | —                      | —                      | —                      | —                      | —                      | —                      | - BPI: Silver | Speak Your Mind                  |
| "Friends" (s Marshmello)                                                                | 2018 | 4                      | 4                      | 1                      | 5                      | 1                      | 3                      | 23                     | 5                      | 4                      | 11                     | - BPI: 2× Platinum - ARIA: 4× Platinum - BVMI: Platinum - FIMI: Platinum - IFPI AUT: Gold - IFPI SWI: Platinum - MC: 6× Platinum - RIAA: 4× Platinum | Speak Your Mind                  |
| "2002"                                                                                  | 2018 | 3                      | 4                      | 9                      | 49                     | 18                     | 2                      | —                      | 30                     | 18                     | —                      | - BPI: 4× Platinum - ARIA: 8× Platinum - BVMI: Platinum - FIMI: Gold - IFPI AUT: 2× Platinum - IFPI SWI: Platinum - MC: 5× Platinum - RIAA: Platinum | Speak Your Mind                  |
| "Perfect to Me"                                                                         | 2018 | 41                     | —                      | —                      | —                      | —                      | 34                     | —                      | —                      | —                      | —                      | - BPI: Gold | Speak Your Mind                  |
| "Rewrite the Stars" (s James Arthur)                                                    | 2018 | 7                      | 67                     | —                      | —                      | 100                    | 12                     | —                      | 27                     | 44                     | —                      | - BPI: Platinum - FIMI: Gold - RIAA: Gold | The Greatest Showman: Reimagined |
| "Birthday"                                                                              | 2020 | 31                     | 77                     | —                      | —                      | —                      | 40                     | —                      | —                      | —                      | —                      | - BPI: Silver | Therapy                          |
| "Her"                                                                                   | 2020 | —                      | —                      | —                      | —                      | —                      | —                      | —                      | —                      | —                      | —                      | | Singl bez alb                    |
| "To Be Young" (feat. Doja Cat)                                                          | 2020 | 74                     | —                      | —                      | —                      | —                      | 73                     | —                      | —                      | —                      | —                      | | Therapy                          |
| "Problems"                                                                              | 2020 | —                      | —                      | —                      | —                      | —                      | —                      | —                      | —                      | —                      | —                      | | Singl bez alb                    |
| "Don't Play" (s KSI a Digital Farm Animals)                                             | 2021 | 2                      | —                      | —                      | —                      | —                      | 9                      | —                      | —                      | —                      | —                      | - BPI: Platinum | Therapy                          |
| "Way Too Long" (s Nathan Dawe a MoStack)                                                | 2021 | 37                     | —                      | —                      | —                      | —                      | 37                     | —                      | —                      | —                      | —                      | - BPI: Silver | Therapy                          |
| "Our Song" (s Niall Horan)                                                              | 2021 | 13                     | 51                     | —                      | —                      | —                      | 7                      | —                      | —                      | —                      | —                      | - BPI: Gold - MC: Gold | Therapy                          |
| "Kiss My (Uh-Oh)" (s Little Mix)                                                        | 2021 | 10                     | —                      | —                      | —                      | —                      | 13                     | —                      | —                      | —                      | —                      | - BPI: Platinum | Therapy                          |
| "Everywhere" (s Niall Horan)                                                            | 2021 | 23                     | —                      | —                      | —                      | —                      | 49                     | —                      | —                      | —                      | —                      | | Singly bez alb                   |
| "I Just Called" (s Neiked a Latto)                                                      | 2022 | 99                     | —                      | —                      | —                      | —                      | —                      | —                      | —                      | —                      | —                      | | Singly bez alb                   |
| "Psycho" (s Aitch)                                                                      | 2022 | 5                      | —                      | —                      | —                      | —                      | 8                      | —                      | —                      | —                      | —                      | - BPI: Platinum | Unhealthy                        |
| "Sad B!tch"                                                                             | 2023 | 65                     | —                      | —                      | —                      | —                      | —                      | —                      | —                      | —                      | —                      | | Unhealthy                        |
| "Expectations" (s Minnie z (G)I-dle)                                                    | 2023 | —                      | —                      | —                      | —                      | —                      | —                      | —                      | —                      | —                      | —                      | | Unhealthy                        |
| "Baby Don't Hurt Me" (s David Guetta a Coi Leray)                                       | 2023 | 13                     | 67                     | 13                     | 15                     | 9                      | 10                     | 30                     | 36                     | 6                      | 48                     | - BPI: Gold - ARIA: Platinum - BVMI: Gold - FIMI: Platinum - IFPI AUT: Platinum - MC: Gold                                                           | Unhealthy                        |
| "Unhealthy" (feat. Shania Twain)                                                        | 2023 | 18                     | —                      | —                      | —                      | —                      | 10                     | —                      | —                      | —                      | —                      | - BPI: Gold | Unhealthy                        |
| "Trainwreck"                                                                            | 2023 | —                      | —                      | —                      | —                      | —                      | —                      | —                      | —                      | —                      | —                      | | Unhealthy                        |
| "Coming Your Way" (s Michaël Brun a Becky G)                                            | 2023 | —                      | —                      | —                      | —                      | —                      | —                      | —                      | —                      | —                      | —                      | | Singl bez alb                    |
| "Cry Baby" (s Clean Bandit a David Guetta)                                              | 2024 | 72                     | —                      | —                      | —                      | —                      | —                      | —                      | 95                     | —                      | —                      | | bude oznámeno                    |
| "—" značí, že se nahrávka neumístila v hitparádách nebo v tomto území ani nebyla vydána |      |                        |                        |                        |                        |                        |                        |                        |                        |                        |                        | |                                  |

### Jako vedlejší umělkyně
| Název                                                                                   | Rok  | Umístění v hitparádách | Umístění v hitparádách | Umístění v hitparádách | Umístění v hitparádách | Umístění v hitparádách | Umístění v hitparádách | Umístění v hitparádách | Umístění v hitparádách | Umístění v hitparádách | Umístění v hitparádách | Certifikace | Album                                      |
| Název                                                                                   | Rok  | UK                     | AUS                    | AUT                    | CAN                    | GER                    | IRE                    | ITA                    | SWE                    | SWI                    | US                     | Certifikace | Album                                      |
| --------------------------------------------------------------------------------------- | ---- | ---------------------- | ---------------------- | ---------------------- | ---------------------- | ---------------------- | ---------------------- | ---------------------- | ---------------------- | ---------------------- | ---------------------- | --- | ------------------------------------------ |
| "Rumour Mill" (Rudimental feat. Anne-Marie a Will Heard)                                | 2015 | 67                     | 68                     | —                      | —                      | —                      | —                      | —                      | —                      | —                      | —                      | - BPI: Silver | We the Generation                          |
| "Alright with Me" (Wretch 32 feat. Anne-Marie a PRGRSHN)                                | 2015 | —                      | —                      | —                      | —                      | —                      | —                      | —                      | —                      | —                      | —                      | | Singl bez alb                              |
| "Catch 22" (Illy feat. Anne-Marie)                                                      | 2016 | —                      | 11                     | —                      | —                      | —                      | —                      | —                      | —                      | —                      | —                      | - ARIA: Platinum | Two Degrees                                |
| "Rockabye" (Clean Bandit feat. Sean Paul a Anne-Marie)                                  | 2016 | 1                      | 1                      | 1                      | 4                      | 1                      | 1                      | 1                      | 1                      | 1                      | 9                      | - BPI: 4× Platinum - ARIA: 5× Platinum - BVMI: 2× Platinum - FIMI: 7× Platinum - IFPI AUT: Platinum - IFPI SWI: 2× Platinum - MC: 7× Platinum - RIAA: Platinum | What Is Love?                              |
| "Remember I Told You" (Nick Jonas feat. Anne-Marie a Mike Posner)                       | 2017 | 97                     | 89                     | —                      | 96                     | —                      | —                      | —                      | 92                     | —                      | —                      | | Singly bez alb                             |
| "Bridge over Troubled Water" (jako Artists for Grenfell)                                | 2017 | 1                      | 53                     | 32                     | —                      | —                      | 25                     | —                      | —                      | 28                     | —                      | - BPI: Gold | Singly bez alb                             |
| "Besándote" (Remix) (Piso 21 feat. Anne-Marie)                                          | 2017 | —                      | —                      | —                      | —                      | —                      | —                      | —                      | —                      | —                      | —                      | | Singly bez alb                             |
| "Let Me Live" (Rudimental a Major Lazer feat. Anne-Marie a Mr Eazi)                     | 2018 | 42                     | 77                     | —                      | —                      | —                      | 43                     | —                      | —                      | 99                     | —                      | - BPI: Silver - ARIA: Gold | Toast to Our Differences                   |
| "Don't Leave Me Alone" (David Guetta feat. Anne-Marie)                                  | 2018 | 18                     | 43                     | 26                     | 66                     | 32                     | 16                     | 67                     | 25                     | 43                     | —                      | - BPI: Gold - ARIA: Platinum - FIMI: Gold - MC: Gold | 7                                          |
| "Fuck, I'm Lonely" (Lauv feat. Anne-Marie)                                              | 2019 | 32                     | 19                     | 48                     | 70                     | 80                     | 15                     | —                      | 49                     | 53                     | —                      | - BPI: Gold - ARIA: 2× Platinum | Proč? 13x proto: 3. řada a How I'm Feeling |
| "Times Like These" (jako Live Lounge Allstars)                                          | 2020 | 1                      | —                      | —                      | —                      | —                      | —                      | —                      | —                      | —                      | —                      | - BPI: Silver | Singl bez alb                              |
| "Come Over" (Rudimental feat. Anne-Marie a Tion Wayne)                                  | 2020 | 26                     | —                      | —                      | —                      | —                      | —                      | —                      | —                      | —                      | —                      | - BPI: Gold | Ground Control                             |
| "Peaches" (Diljit Dosanjh feat. Anne-Marie)                                             | 2022 | —                      | —                      | —                      | —                      | —                      | —                      | —                      | —                      | —                      | —                      | | Drive Thru                                 |
| "—" značí, že se nahrávka neumístila v hitparádách nebo v tomto území ani nebyla vydána |      |                        |                        |                        |                        |                        |                        |                        |                        |                        |                        | |                                            |

### Promo singly
| Název                                                                                   | Rok  | Umístění v hitparádách | Album           |
| Název                                                                                   | Rok  | KOR                    | Album           |
| --------------------------------------------------------------------------------------- | ---- | ---------------------- | --------------- |
| "Peak"                                                                                  | 2016 | —                      | Speak Your Mind |
| "Beautiful"                                                                             | 2021 | 148                    | Therapy         |
| "Christmas Without You"                                                                 | 2023 | —                      | Singl bez alb   |
| "The Idea of You" (s Nicholas Galitzine)                                                | 2024 | —                      | The Idea of You |
| "—" značí, že se nahrávka neumístila v hitparádách nebo v tomto území ani nebyla vydána |      |                        |                 |

## Další umístěné písně
| Název                                                                                   | Rok  | Umístění v hitparádách | Umístění v hitparádách | Umístění v hitparádách | Album           |
| Název                                                                                   | Rok  | IRE                    | NZ Heat.               | NZ Hot                 | Album           |
| --------------------------------------------------------------------------------------- | ---- | ---------------------- | ---------------------- | ---------------------- | --------------- |
| "Can I Get Your Number"                                                                 | 2018 | —                      | 10                     | —                      | Speak Your Mind |
| "Trigger"                                                                               | 2018 | 59                     | —                      | —                      | Speak Your Mind |
| "You & I" (feat. Khalid)                                                                | 2023 | —                      | —                      | 24                     | Unhealthy       |
| "—" značí, že se nahrávka neumístila v hitparádách nebo v tomto území ani nebyla vydána |      |                        |                        |                        |                 |

## Spolu umělkyně
| Název                                                                  | Rok  | Album                               |
| ---------------------------------------------------------------------- | ---- | ----------------------------------- |
| "Elevate" (Gorgon City feat. Anne-Marie)                               | 2014 | Sirens                              |
| "Try Me Out" (Gorgon City feat. Anne-Marie)                            | 2014 | Sirens                              |
| "Love Ain't Just a Word" (Rudimental feat. Anne-Marie a Dizzee Rascal) | 2015 | We the Generation                   |
| "Foreign World" (Rudimental feat. Anne-Marie)                          | 2015 | We the Generation                   |
| "All That Love" (Rudimental feat. Anne-Marie)                          | 2015 | We the Generation                   |
| "You Need My Love" (Chloe Martini feat. Anne-Marie)                    | 2017 | "Never Twice the Same EP"           |
| "Should've Known Better" (Clean Bandit feat. Anne-Marie)               | 2018 | What Is Love?                       |
| "Bedroom" (JJ Lin feat. Anne-Marie)                                    | 2021 | Like You Do                         |
| "Little Bit of Fun" (KSI feat. Anne-Marie)                             | 2021 | All Over the Place (Deluxe Edition) |